# Caapucú
Caapucú é uma distrito do Paraguai, localizado no departamento de Paraguarí. Possui uma população de 7.822 habitantes e uma área de 2.294 km². Sua economia é baseada da pesca, agricultura e pecuária.

## Transporte
O município de Caapucú é servido pelas seguintes rodovias:
- Caminho em pavimento ligando a cidade ao município de Quyquyhó
- Ruta 01, que liga a cidade de Assunção ao município de Encarnación (Departamento de Itapúa).[1][2][3]